# ペイトン・プリチャード
ペイトン・マイケル・プリチャード  (Payton Michael Pritchard  1998年1月28日 - )は、アメリカ合衆国・オレゴン州テュアラティン出身のプロバスケットボール選手。NBAのボストン・セルティックスに所属している。ポジションはポイントガード。

## キャリア

### カレッジ
オレゴン大学で4年間プレーし、2年生の時パック12セカンドチームに選ばれ、3年生時にはネイスミス賞のファイナリストにも選出された。

### ボストン・セルティックス
2020年のNBAドラフトにて1巡目全体26位でボストン・セルティックスから指名され、11月24日にセルティックスとの4年総額1050万ドルのルーキー契約に合意した。 
2020-21シーズン開幕前、12月15日のプレシーズンゲームとなるフィラデルフィア・76ers戦でプロデビューを果たし、17得点を記録した。 
2021年1月6日のマイアミ・ヒート戦で決勝点となるレイアップを含む6得点、6リバウンド、4アシストを記録し、チームは107-105で辛勝した。2月12日のデトロイト・ピストンズ戦で自身初となるスターターとして出場したものの、わずか2得点、3リバウンド、1アシストに終わってしまい、チームは93-96で惜敗した。4月27日のオクラホマシティ・サンダー戦でシーズンハイとなる28得点を記録したが、チームは115-119で惜敗した。
2021-22シーズン開幕前に開催されたサマーリーグにて、平均17得点、8アシストを記録し、オールサマーリーグファーストチームに選出された。 このシーズン、チームはNBAファイナルまで進出したが、ゴールデンステート・ウォリアーズに第6戦の末に敗れた。
2022-23シーズン、2023年4月9日のシーズン最終戦となるアトランタ・ホークス戦で自身初のトリプル・ダブルとなる30得点、14リバウンド、11アシストを記録し、チームは120-114で勝利した。このシーズン、チームはプレーオフに出場したが、カンファレンス決勝でマイアミ・ヒートに第7戦の末に敗れた。また、プリチャードはこのプレーオフであまり出場機会に恵まれず、シーズン終了後にチームに対してトレードを要求した。

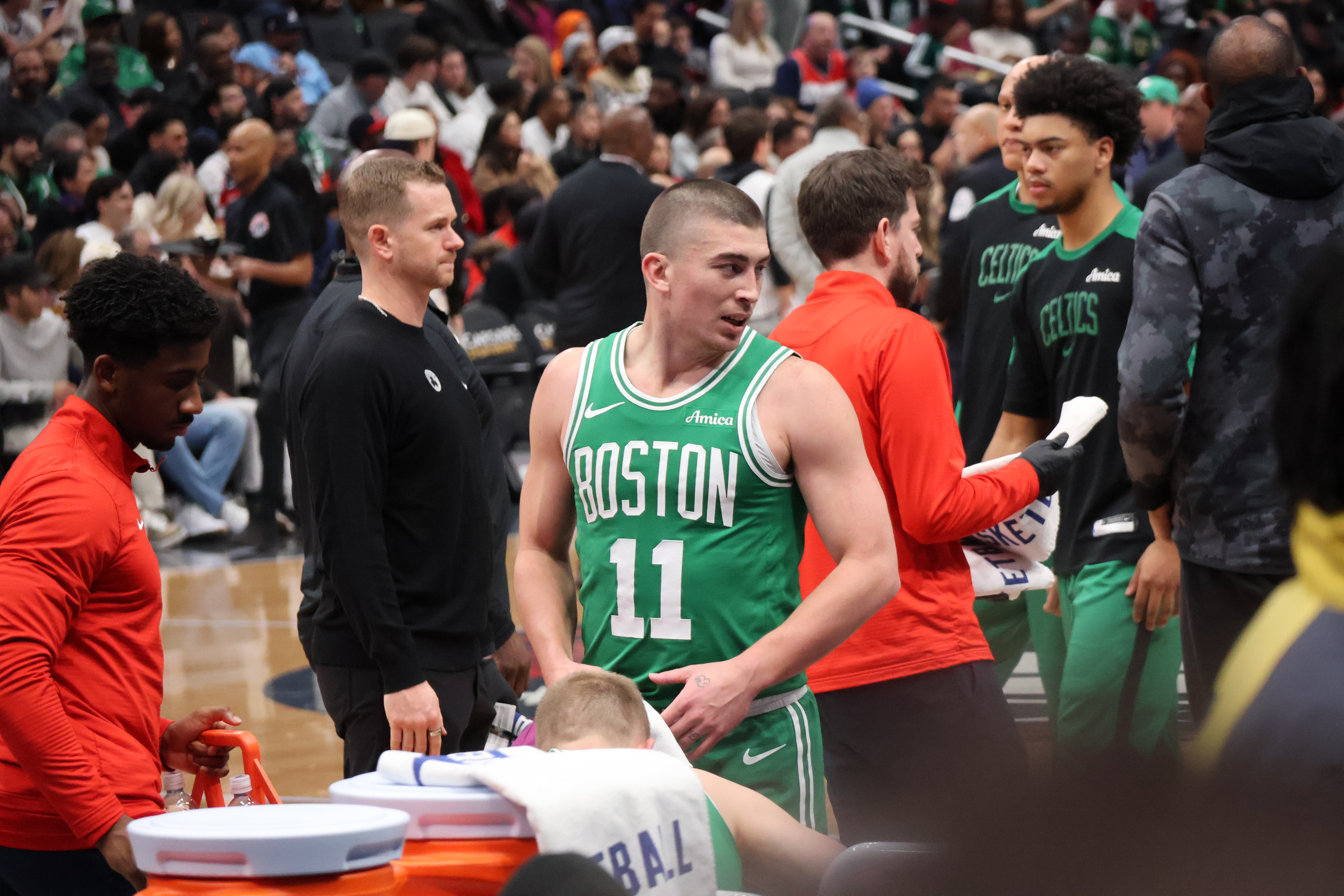
2024年のプリチャード

2023-24シーズン、10月8日にセルティックスとの4年総額3000万ドルの延長契約に合意した。
2024年4月12日のシャーロット・ホーネッツ戦で32得点、11アシスト、3リバウンド、1スティールを記録し、チームは131-96で勝利した。2日後のワシントン・ウィザーズ戦ではこの時点でのキャリアハイとなる38得点に加え、12アシスト、9リバウンドを記録し、2試合連続で前半だけで20得点・6アシスト以上を記録したフランチャイズ史上2人目の選手となった。なお、セルティックスの選手が2試合連続で30得点・10アシスト以上のダブル・ダブルを記録したのは、ボブ・クージー、ジョン・ハブリチェック、ラリー・バードに次いで史上4人目であった。
6月9日に行われたダラス・マーベリックスとのNBAファイナルの第2戦で、第3クォーター最後のブザービーターを含む3得点、1リバウンド、2アシスト、1スティールを記録し、チームは105-98で勝利した。また、8日後に行われた第5戦では、第2クォーター最後にハーフコートブザービーターを沈め、最終的にチームは106-88で勝利し、自身初となるNBAチャンピオンを獲得した。 
2024-25シーズン、2025年3月5日のポートランド・トレイルブレイザーズ戦でキャリアハイとなる43得点（3ポイントシュート10本）を含む10リバウンド、5アシストを記録し、チームは128-118で勝利した。なお、この試合でチームメイトのデリック・ホワイトは、9本の3ポイントシュートを含む41得点を記録しており、1試合で2人のチームメイトが40得点以上を記録したフランチャイズ史上初の事例となり、1試合で同時に40得点・7本以上の3ポイントシュートを沈めたNBA史上初のデュオとなった。同月15日のブルックリン・ネッツ戦で5本の3ポイントシュートを沈め、ベンチ出場におけるシーズン通算3P成功数のNBA記録（219本）を更新した。このシーズン、1試合平均は14.3得点、3.8リバウンド、3.5アシスト、フィールドゴール成功率47.2%と全てでキャリアハイを記録、また、3ポイントショット成功率は40.7%、得点数は1079得点でベンチスタートの選手としてはこのシーズンのNBA全体で最多となるなど、NBAシックスマン賞を受賞した。

## 代表歴
2015年FIBA 3x3 U18世界選手権にアメリカ代表として出場した。ポーランド戦では9本の3ポイントシュートを沈めるなど活躍した。また2016年のナイキ・フープ・サミットではUSAナショナルセレクトチームのメンバーとして出場し、14分間で4本の3ポイントを決めて12得点を記録した 。

## 個人成績

### NBA

#### レギュラーシーズン
| シーズン | チーム | GP  | GS | MPG  | FG%  | 3P%  | FT%   | RPG | APG | SPG | BPG | PPG  |
| -------- | ------ | --- | -- | ---- | ---- | ---- | ----- | --- | --- | --- | --- | ---- |
| 2020–21  | BOS    | 66  | 4  | 19.2 | .440 | .411 | .889  | 2.4 | 1.8 | .6  | .1  | 7.7  |
| 2021–22  | BOS    | 71  | 2  | 14.1 | .429 | .412 | 1.000 | 1.9 | 2.0 | .4  | .1  | 6.2  |
| 2022–23  | BOS    | 48  | 3  | 13.4 | .412 | .364 | .750  | 1.8 | 1.3 | .3  | .2  | 5.6  |
| 2023–24† | BOS    | 82  | 5  | 22.3 | .468 | .385 | .821  | 3.2 | 3.4 | .5  | .1  | 9.6  |
| 2024–25  | BOS    | 80  | 3  | 28.4 | .472 | .407 | .845  | 3.8 | 3.5 | .9  | .2  | 14.3 |
| 通算     | 通算   | 347 | 17 | 20.2 | .454 | .399 | .856  | 2.7 | 2.5 | .5  | .1  | 9.1  |

#### プレーイン
| シーズン | チーム | GP | GS | MPG | FG%  | 3P%  | FT% | RPG | APG | SPG | BPG | PPG |
| -------- | ------ | -- | -- | --- | ---- | ---- | --- | --- | --- | --- | --- | --- |
| 2021     | BOS    | 1  | 0  | 4.6 | .000 | .000 | --- | 1.0 | .0  | .0  | .0  | .0  |
| 通算     | 通算   | 1  | 0  | 4.6 | .000 | .000 | --- | 1.0 | .0  | .0  | .0  | .0  |

#### プレーオフ
| シーズン | チーム | GP | GS | MPG  | FG%  | 3P%  | FT%   | RPG | APG | SPG | BPG | PPG  |
| -------- | ------ | -- | -- | ---- | ---- | ---- | ----- | --- | --- | --- | --- | ---- |
| 2021     | BOS    | 5  | 0  | 13.4 | .353 | .300 | 1.000 | 1.8 | 2.4 | .4  | .1  | 3.4  |
| 2022     | BOS    | 24 | 0  | 12.9 | .422 | .333 | .667  | 1.9 | 1.6 | .3  | .1  | 4.8  |
| 2023     | BOS    | 10 | 0  | 5.7  | .545 | .400 | .800  | .6  | 1.1 | .1  | .0  | 3.2  |
| 2024     | BOS    | 19 | 0  | 18.7 | .419 | .383 | .917  | 1.9 | 2.1 | .2  | .0  | 6.4  |
| 2025     | BOS    | 11 | 0  | 27.5 | .455 | .403 | .824  | 2.3 | 1.5 | .5  | .0  | 11.9 |
| 通算     | 通算   | 69 | 0  | 15.8 | .435 | .370 | .833  | 1.8 | 1.7 | .3  | 0   | 6.0  |

### カレッジ
| シーズン | チーム   | GP  | GS  | MPG  | FG%  | 3P%  | FT%  | RPG | APG | SPG | BPG | PPG  |
| -------- | -------- | --- | --- | ---- | ---- | ---- | ---- | --- | --- | --- | --- | ---- |
| 2016–17  | オレゴン | 39  | 35  | 28.3 | .393 | .350 | .730 | 3.4 | 3.6 | 1.2 | .1  | 7.4  |
| 2017–18  | オレゴン | 36  | 36  | 35.1 | .447 | .413 | .774 | 3.8 | 4.8 | 1.4 | .0  | 14.5 |
| 2018–19  | オレゴン | 38  | 38  | 35.5 | .418 | .328 | .838 | 3.9 | 4.6 | 1.8 | .1  | 12.9 |
| 2019–20  | オレゴン | 31  | 31  | 36.6 | .468 | .415 | .821 | 4.3 | 5.5 | 1.5 | .0  | 20.5 |
| 通算     | 通算     | 144 | 140 | 33.7 | .437 | .379 | .800 | 3.8 | 4.6 | 1.5 | .0  | 13.5 |